# برونو أرواخو دوس سانتوس
برونو أرواخو دوس سانتوس هو لاعب كرة قدم برازيلي، ولد في 7 فبراير 1993 في ريو دي جانيرو في البرازيل. لعب مع نادي باسوش دي فيريرا.

## وصلات خارجية
- برونو أرواخو دوس سانتوس على موقع قاعدة بيانات كرة القدم.إي يو (الإنجليزية)
- برونو أرواخو دوس سانتوس على موقع Soccerway.com (الإنجليزية)
- برونو أرواخو دوس سانتوس على موقع AS.com (الإسبانية)